# Piazza Farnese

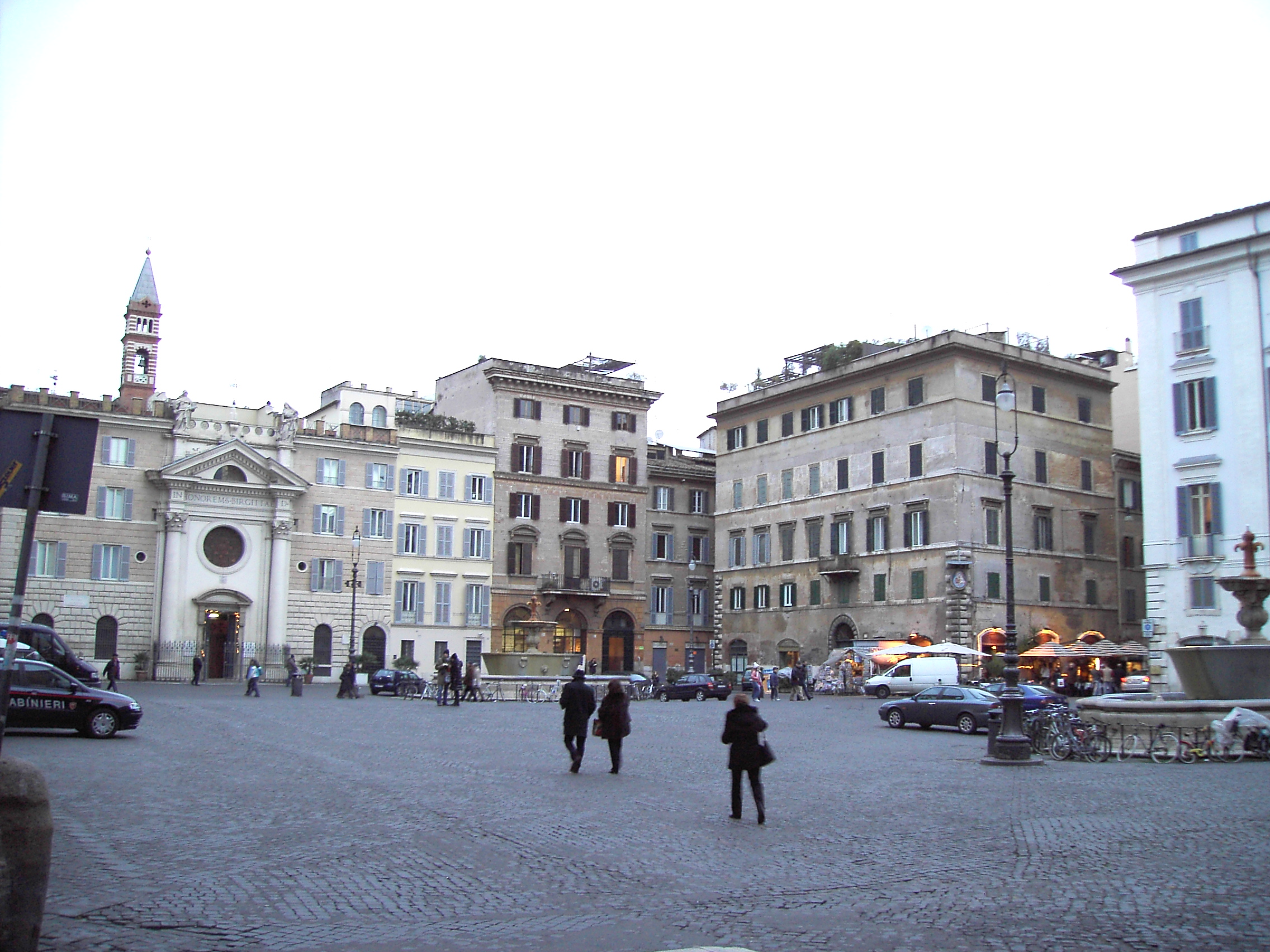
Piazza Farnese

Piazza Farnese is een plein in Rome en wordt gedomineerd door Palazzo Farnese, waar thans de ambassade van Frankrijk is gevestigd. Ooit vormde het één geheel met het nabijgelegen Campo de' Fiori. Door de bouw van een kerk werden beide pleinen gesplitst. De granieten fonteinen op het plein zijn afkomstig uit de Thermen van Caracalla.